# Cacia arisana
Cacia arisana är en skalbaggsart som först beskrevs av Tadao Kano 1933.  Cacia arisana ingår i släktet Cacia och familjen långhorningar.
Artens utbredningsområde är Taiwan. Inga underarter finns listade.